# Церковь Симеона Столпника (Нижний Новгород)
Церковь преподобного Симеона Столпника (Симеоновская) — православный храм в историческом центре Нижнего Новгорода. Расположен в северной части Нижегородского кремля, с правой стороны Ивановского съезда, в Губернаторском саду.
Первый храм был отстроен в камне в 1743 году, на месте сгоревшего в пожаре 1715 года древнего Симеоновского монастыря, по имени которого получила второе название Белая башня кремля, стоящая напротив. Изначально церковь была приходской, с 1827 года относилась к военному ведомству. В конце 1837 года перешла к единоверческой общине.
Упразднена при советской власти в 1923 году и разобрана на строительный материал в конце 1928 года. Восстановлена по новому проекту в 2020—2021 годах, к 800-летию города.

## История

### Симеоновский монастырь
В прошлом на месте церкви существовал Симеоновский монастырь, точное время основания которого неизвестно. В более поздних источниках возникновение обители относили к концу XIV или началу XV веков. Монастырь впервые упоминается в отводной грамоте 1538/39 г. ключников Нижнего Новгорода, городовых приказчиков и дворского. Согласно документу, «внутри города у Семёна Ста(ро)го под городах» отводился жилой участок по Семёновской улице. Предполагается, что «Семён Старый» — это либо сам монастырь, либо Симеоновский храм.
В Писцовой книге 1621/1622 годов, монастырь описывался следующим образом:

Под горою, подле болшого мосту, монастырь Семионовской, а в нём церковь святаго Семеона Столпника да предел Введения пречистыя Богородицы, да внизу под церковью служба святые мученицы Парасковгеи, древяна с папертью на подклетех, верх шатром… …и на колоколнице колокола и всякое церковное строение мирское. А на монастыре келья игуменская, да три кельи братцких, да на монастыре ж у Святых ворот богаделня.— 

### Приходская церковь

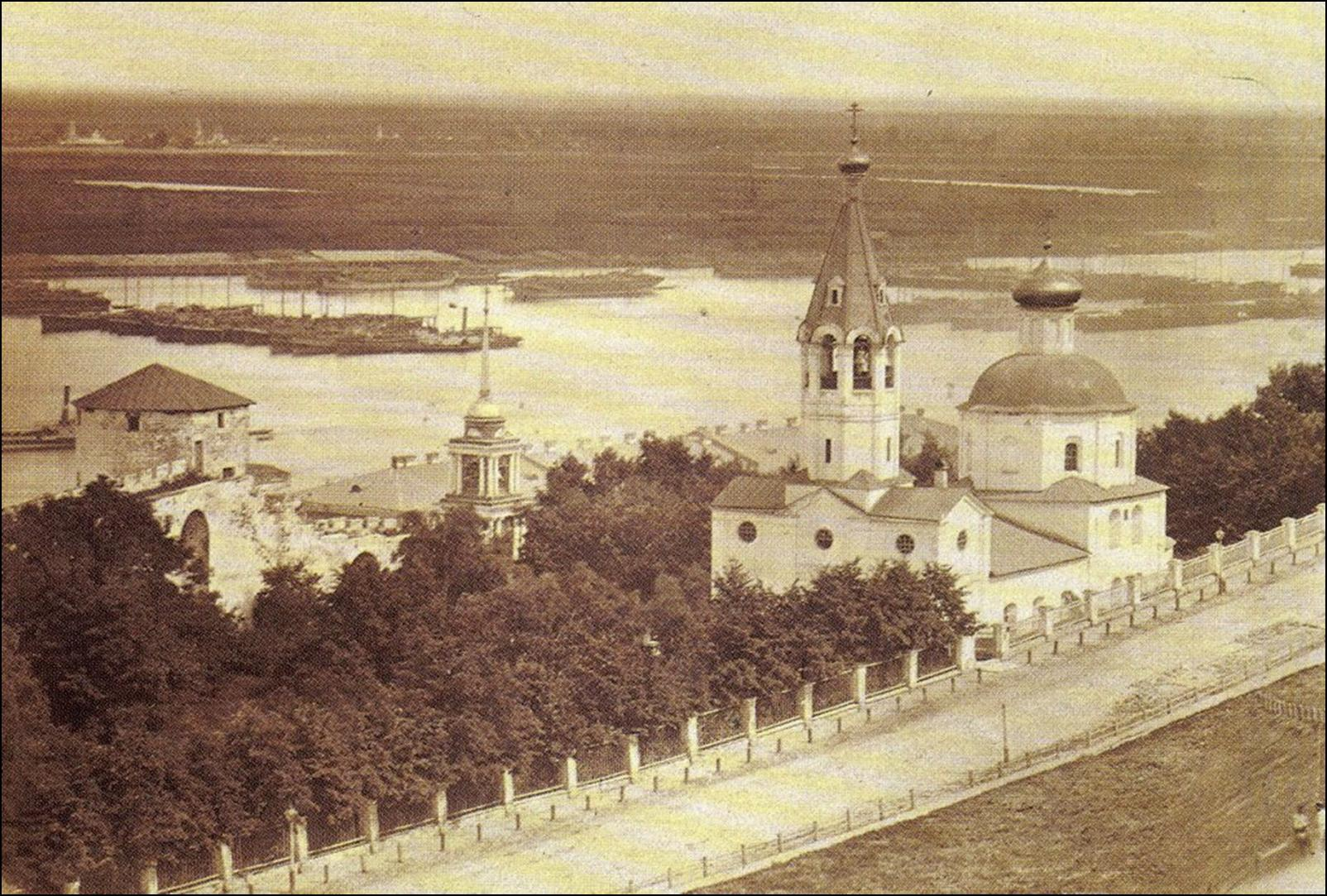
Церковь после перестройки 1850—1860-х годов. Фото 1880 года

Обедневший монастырь с деревянной Симеоновской церковью был уничтожен в большом пожаре 25 июня 1715 года. После происшествия, обитель была упразднена, но на месте сгоревшей церкви возвели новый храм. Дата его сооружения известна из инвентарной книги церковного имущества, составленной в 1846—1861 годах: «Оная Симеоновская церковь построена сборными деньгами в 1743 году в честь Введения в храм Пресвятой Богородицы с приделом преподобного Симеона Столпника». Указанная дата окончания работ фигурирует и в других документах.
В течение восьмидесяти с лишним лет Симеоновская церковь была приходским храмом, состояла в епархиальном управлении. При ней с 1778 года также находился Нижегородский гарнизонный батальон. По указу Святейшего Правительствующего Синода от 30 мая 1827 года, церковь из епархиального управления перешла в военное ведомство. В конце 1837 года новым указом Синода прежняя единоверческая церковь Сошествия Святого Духа в кремле перешла в ведение военного губернатора. Взамен единоверческой общине была передана Симеоновская церковь.
Согласно описи церковного имущества 1828—1840 годов, глава церкви к тому времени была обита белым железом, из него же выполнен крест, а кровля покрыта листовым железом. Колокольня была покрыта черепицей и увенчана железным «решетчатым» позолоченным крестом, на ней было установлено шесть колоколов, самый большой весил «семьдесят шесть пуд и шестнадцать фунтов».
В 1848 году был составлен проект на постройку новой каменной колокольни. В октябре того же года проект был утверждён высочайшим указом императора Николая I. Строительные работы завершились в 1850 году. Новая колокольня в целом повторяла очертания старой, но была выше. Она представляла собой четверик, к которому примыкали двухъярусные пристрои под двускатными крышами, на который был поставлен второй ярус с круглыми оконцами. Предположительно, в это же время было заменено прежнее шатровое покрытие церкви на новое купольное. Все строительные работы середины XIX века завершились в 1861 году, когда прежнюю главу церкви заменили на новую деревянную.
В конце XIX века проводились крупные ремонтные работы. Храм с колокольней оштукатурили, поправили крышу и кровлю, под основное здание подвели фундамент из нового кирпича, укрепили купол, отремонтировали сторожку и церковную ограду. В 1899 году главы и кресты были вновь позолочены, сделаны новые дубовые двери в паперть и трапезу.

### Снос и восстановление

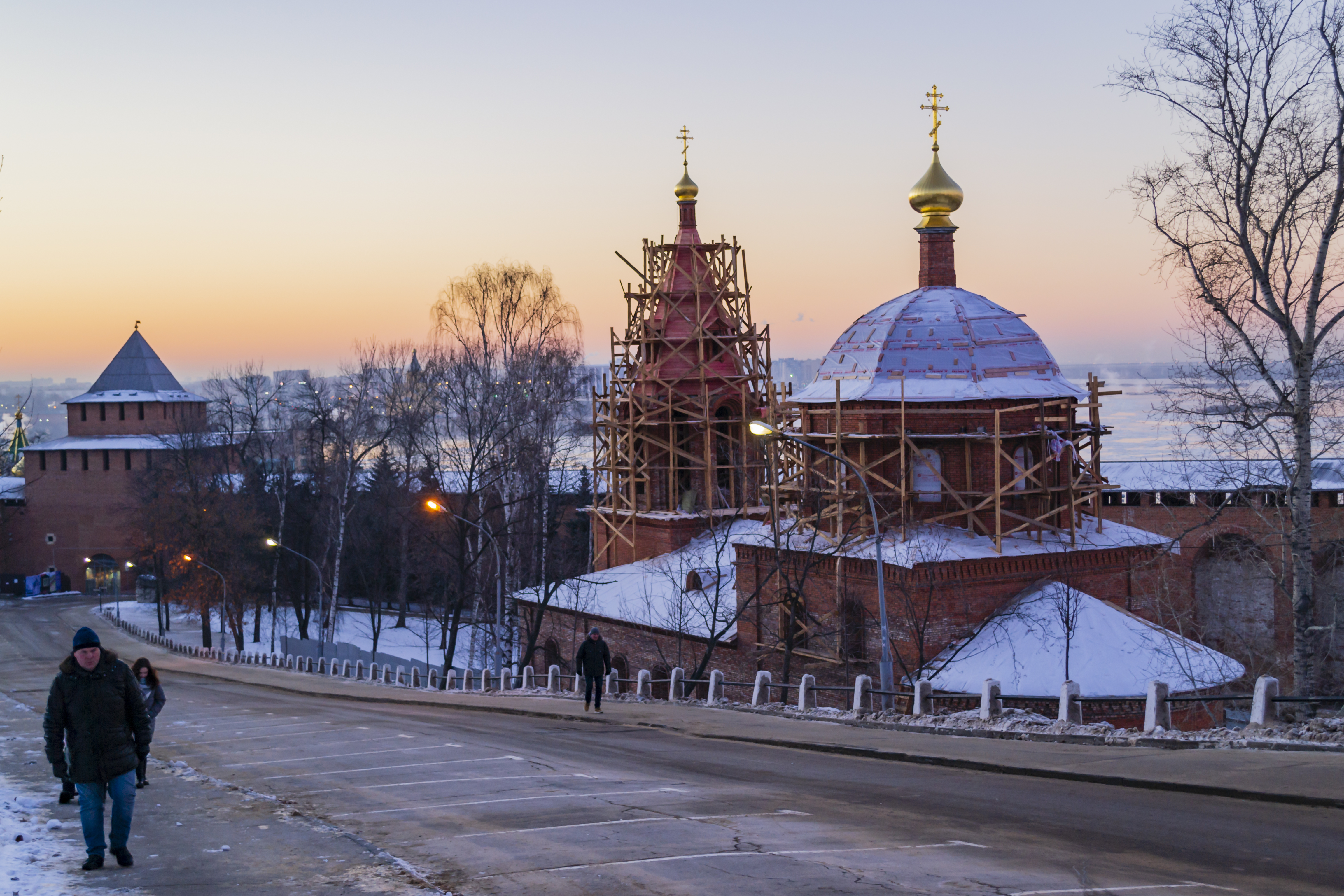
Восстановление церкви, декабрь 2020 года

В первые годы советской власти храм был взят на госохрану как памятник церковного зодчества. Богослужения в церкви продолжались до конца 1923 года. Позже церковная община была ликвидирована, часть церковного имущества была изъята и подлежала передаче в губернскую комиссию госфонда. Сам храм рекомендовалось снять с учёта, так как «с архитектурной стороны он не представлял интереса». В апреле 1925 года пустующее здание предлагали переоборудовать под комсомольский клуб.
Вопрос о сносе здания был поднят губернским коммунальным отделом в начале 1928 года и одобрен президиумом губисполкома. Камень предполагалось использовать для нужд строительства. В июле губернским музеем и стройконторой Нижегородского губернского Совета народного хозяйства был заключён договор на разборку здания. Вскоре церковь была разобрана.
В 1960-х годах площадка, где располагалась церковь, была включена в прогулочную зону реконструированного парка (бывшего Губернаторского сада) на территории кремля. Вблизи от места расположения бывшей церкви были выстроены два сооружения: памятный знак первым нижегородцам из известняка (1976, художник В. И. Бебенин, архитектор В. В. Воронков) и архитектурно оформленная из известняка и бутового камня площадка родника (1985, архитектор В. В. Баулина).
В 2018 году Институт археологии РАН начал раскопки на месте храма; специалисты обнаружили около 900 захоронений, сделанных в XV—XVI веках. Позже было принято решение воссоздать храм в историческом виде. Закладка первого камня в основание церкви состоялась 3 июня 2020 года; пятью месяцами позже, 3 ноября, были перезахоронены останки, обнаруженные во время археологических раскопок, и освящены купола и кресты.
Летом 2021 года, на момент празднования юбилея Нижнего Новгорода, храм приобрёл законченный вид, однако не был доступен для посещения. 7 октября состоялось освящение 11 колоколов для колокольни, отлитых на Ярославском колокольном заводе братьев Шуваловых в Тутаеве. Само здание было освящено 31 декабря 2021 года, а 1 апреля 2022 года митрополит Нижегородский и Арзамасский Георгий совершил в храме соборное богослужение.

## Галерея

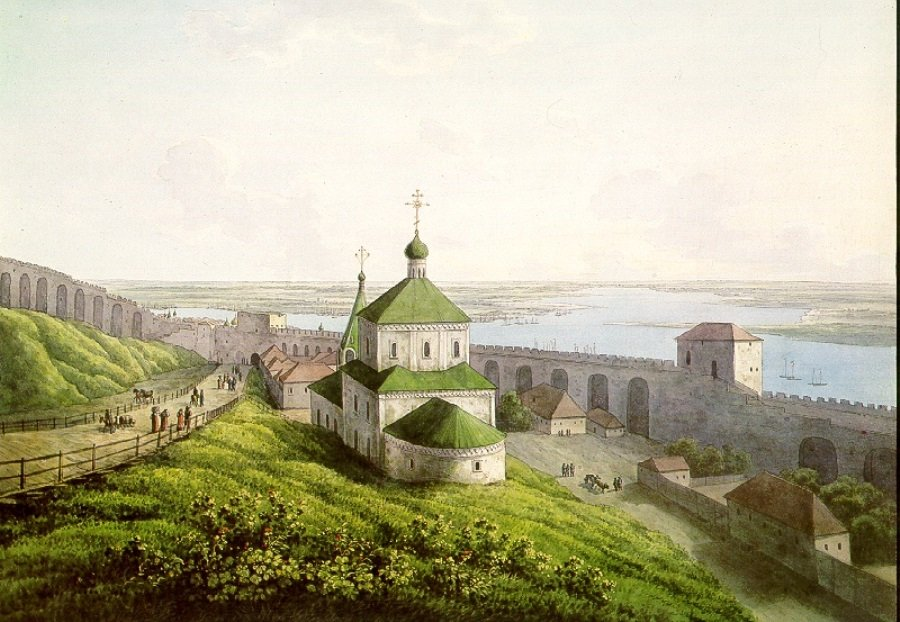
Церковь Симеона Столпника на картине А. Е. Мартынова (1806)
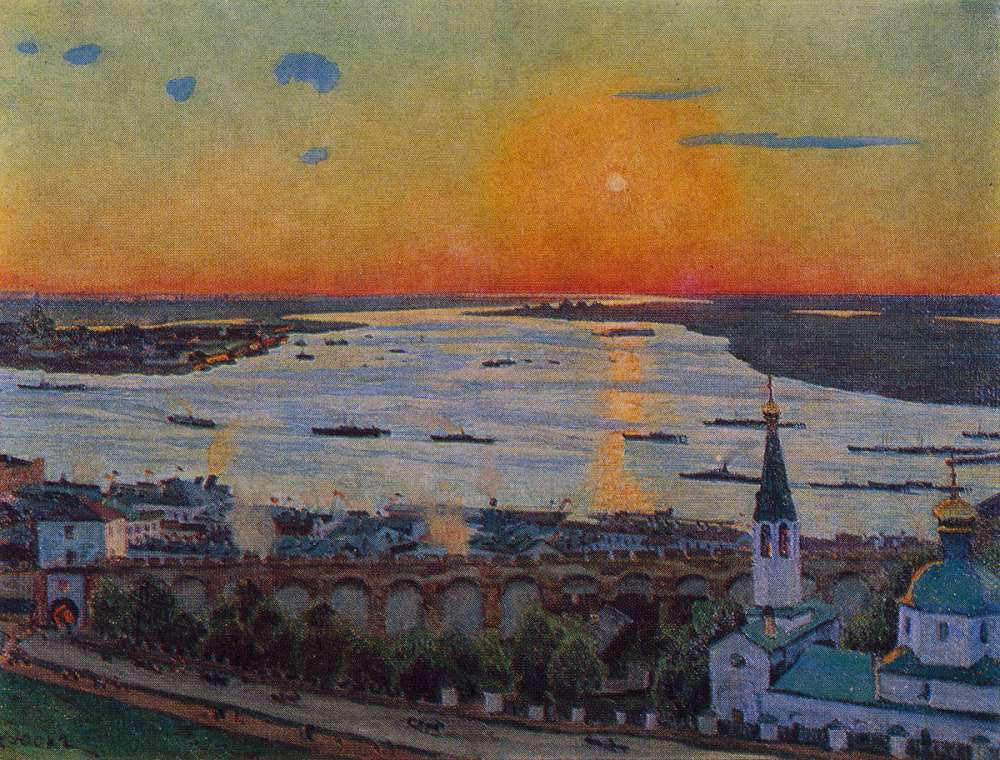
На картине К. Ф. Юона «Закат на Волге» (1911)
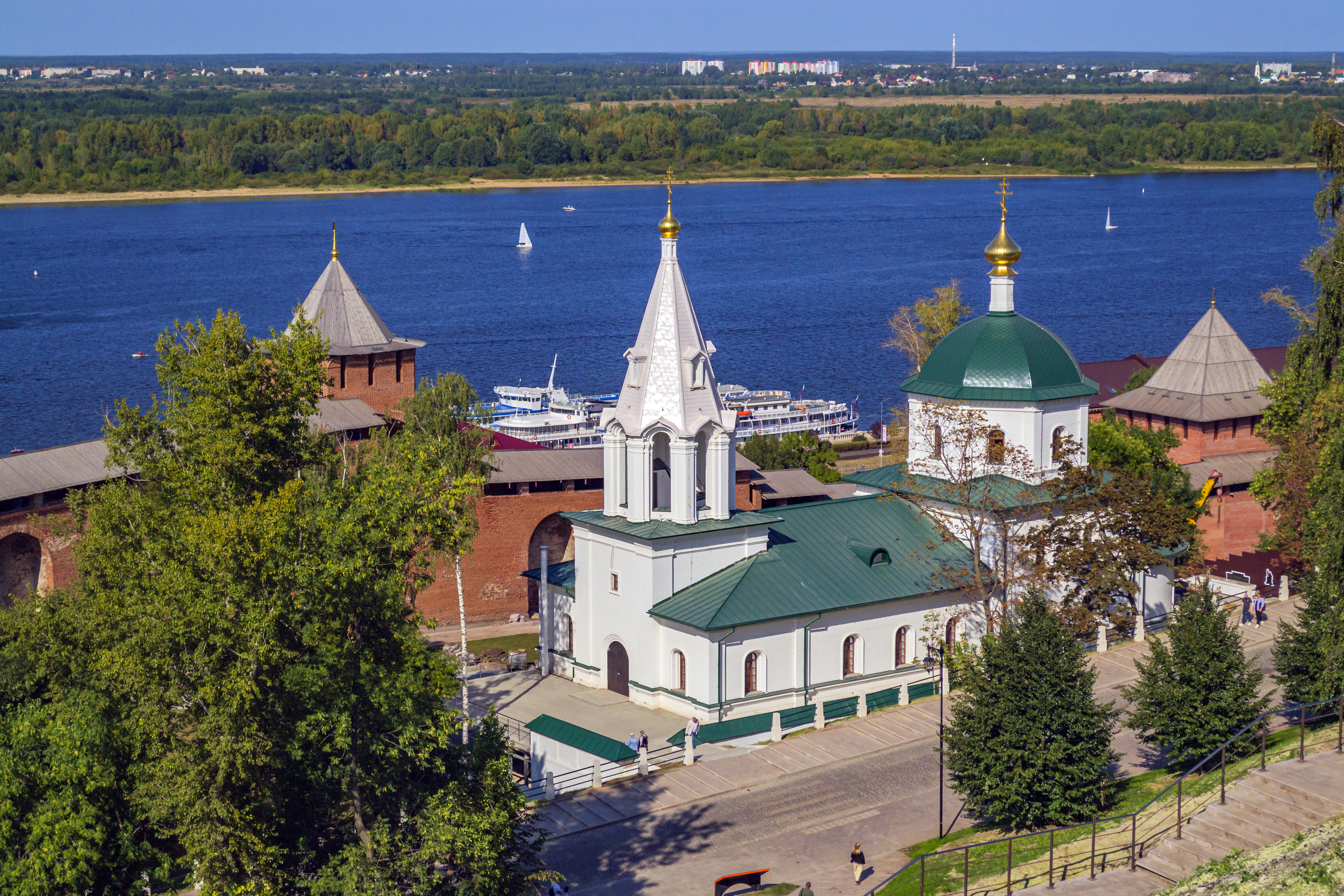
Вид на восстановленный храм и Белую башню из Мининского сада (2021)
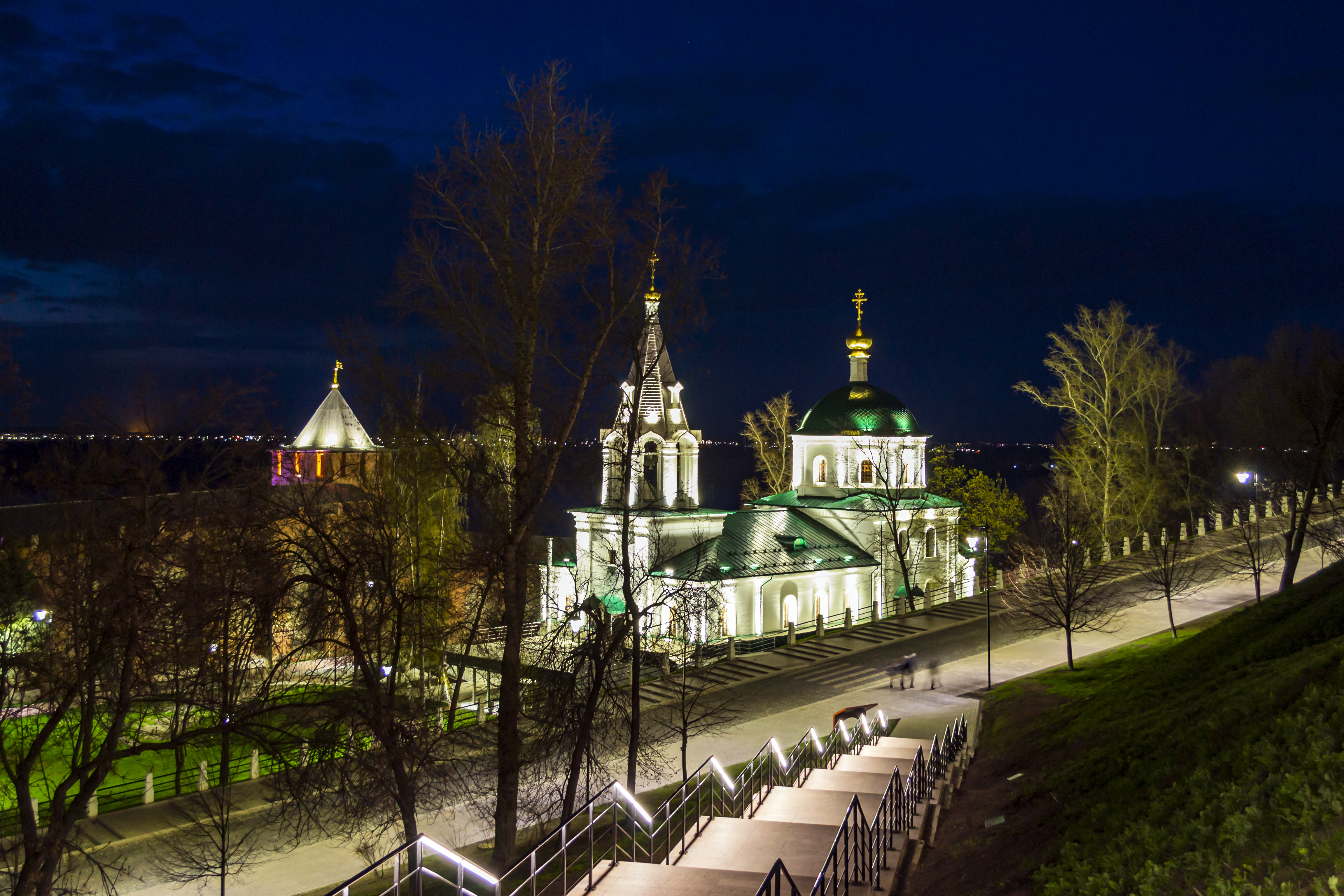
Ночная подсветка церкви